# Biblioteca y Archivo Histórico de la Asamblea Legislativa Plurinacional

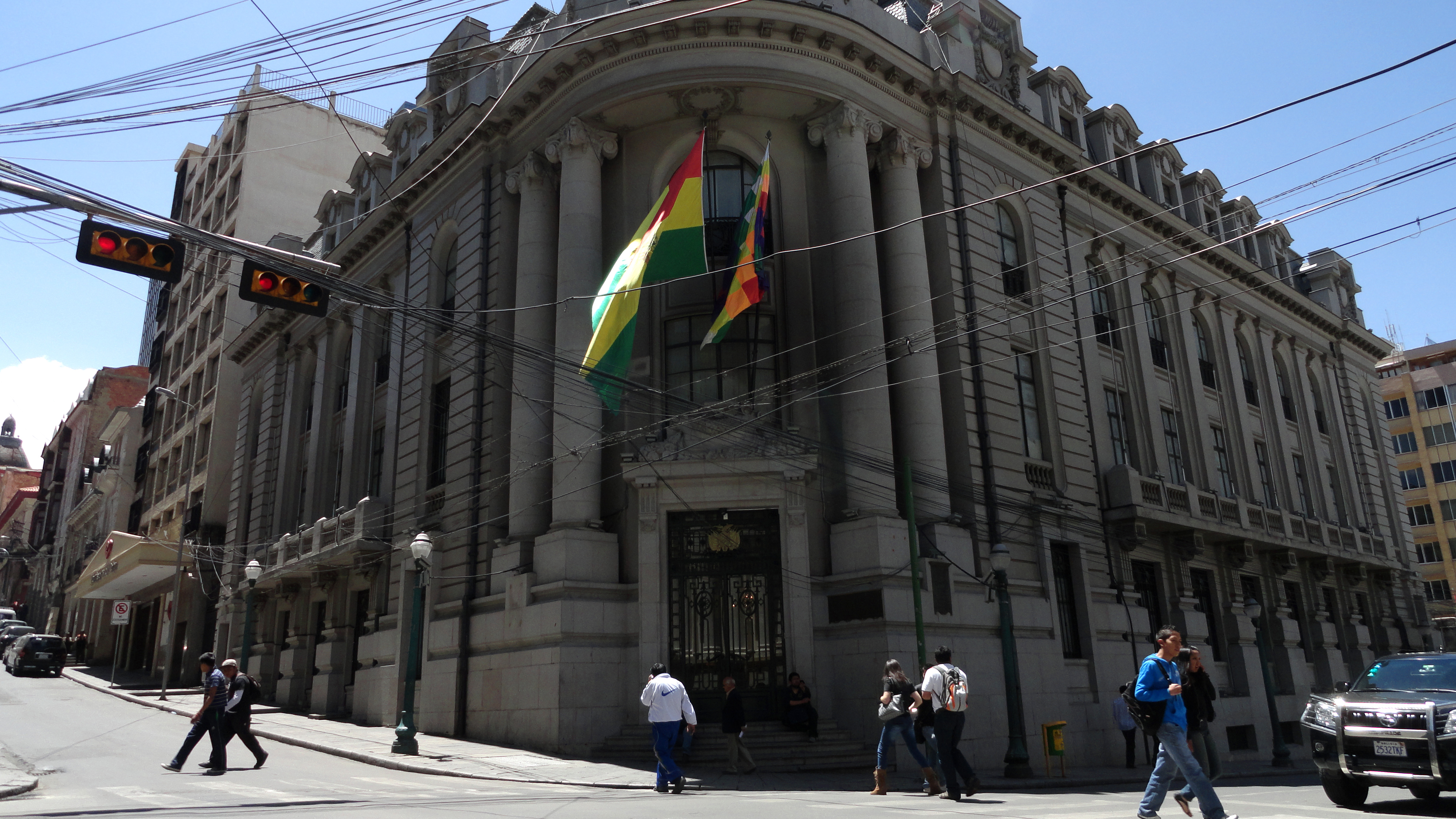
Edificio de la Vicepresidencia del Estado Plurinacional de Bolivia, donde a su vez funciona la Biblioteca y Archivo Histórico de la Asamblea Legislativa Plurinacional.

La Biblioteca y Archivo Histórico de la Asamblea Legislativa Plurinacional es una biblioteca especializada y archivo dependiente de la Asamblea Legislativa Plurinacional de Bolivia, la cual cumple la función de biblioteca legislativa a nivel nacional.
Fue creada el 14 de septiembre de 1911 en el entonces Congreso Nacional de la República de Bolivia, gracias a la iniciativa del senador orureño Moisés Ascarrunz. La biblioteca se aperturó con un fondo bibliográfico de 5.000 volúmenes, material que fue creciendo gracias a las contribuciones de instancias gubernamentales y legaciones diplomáticas. 
La biblioteca reúne material bibliográfico relacionado con temas políticos y legislativos de Bolivia. Y, además de contar con un extenso patrimonio bibliográfico y archivístico, resguarda una colección hemerográfica correspondiente a 13 periódicos bolivianos, con más de 10.000 números. Asimismo, publica una revista bimensual denominada Fuentes.
Se ubica en la calle Ayacucho y Mercado N° 308, en la ciudad de La Paz, Bolivia.